# Vouvray
Vouvray település Franciaországban, Indre-et-Loire megyében. Lakosainak száma 3397 fő (2022. január 1.). Vouvray Monnaie, Montlouis-sur-Loire, Rochecorbon, Vernou-sur-Brenne, La Ville-aux-Dames és Arlod községekkel határos.

## Népesség
A település népessége az elmúlt években az alábbi módon változott:
| Lakosok száma | 2725 | 2469 | 2933 | 3083 | 3068 | 3191 | 3238 | 3254 | 3294 | 3397 |
|               | 1968 | 1982 | 1990 | 2006 | 2013 | 2015 | 2017 | 2019 | 2020 | 2022 |